# Ramon Lopes
Ramon Lopes, właśc. Ramon Lopes de Freitas (ur. 7 sierpnia 1989) – brazylijski piłkarz, grający na pozycji pomocnika w japońskim klubie Vegalta Sendai.

## Kariera klubowa
W 2007 rozpoczął karierę piłkarską w Fluminense FC. W 2008 przeniósł się do Cruzeiro EC. Podczas przerwy zimowej sezonu 2008/09 przeszedł do Wołyni Łuck. 9 czerwca 2013 podpisał 2-letni kontrakt z bułgarskim klubem Lewski Sofia. Ale już wkrótce, anulował kontrakt, i 24 sierpnia 2013 powrócił do Wołyni. W czerwcu 2014 zasilił skład japońskiego klubu Vegalta Sendai.

## Sukcesy i odznaczenia

### Sukcesy klubowe
- wicemistrz Pierwszej Lihi: 2009/10